# Ilave
Ilave ist die Hauptstadt der Provinz El Collao in der Region Puno in Süd-Peru. Ilave liegt im gleichnamigen Distrikt. Die Stadt hatte beim Zensus 2017 20.968 Einwohner. 10 Jahre zuvor lag die Einwohnerzahl bei 21.127.

## Geographische Lage
Die Stadt Ilave befindet sich im Altiplano Perus südwestlich des Titicacasees. Sie liegt am linken Flussufer des Río Ilave auf einer Höhe von 3862 m. Der Titicacasee befindet sich in einer Entfernung von 14 km. Die Regionshauptstadt Puno liegt knapp 50 km nordwestlich von Ilave.

## Geschichte
Am 26. April 2004 zerrten Aymara-Demonstranten, die dem Bürgermeister der Provinz El Collao, Cirilo Fernando Robles Callomamani, selbst ein Aymara, die Unterschlagung öffentlicher Gelder, die Nichterfüllung von Wahlversprechen und die Nichtfertigstellung der Straße von Ilave nach Mazo Cruz vorwarfen, ihn aus seinem Wohnhaus, folterten ihn und lynchten ihn auf dem Hauptplatz von Ilave. Das Verbrechen wurde gefilmt, alle peruanischen Fernsehsender zeigten die Bilder, die landesweit Entsetzen auslösten und eine breite Diskussion über Selbstjustiz. Bei seiner Beisetzung bezeichneten die anwesenden Bürgermeister der Region Puno Cirilo Robles als „Märtyrer der Demokratie“. Aymara-Aktivisten hielten dagegen: Die Hinrichtung sei keineswegs die Tat eines erhitzten Mobs gewesen, sondern „eine Volksentscheidung, um eine korrupte, räuberische Obrigkeit, die die Harmonie der Aymara-Gesellschaft zerstört, an der Wurzel auszureißen“ („la decisión de un pueblo que sólo buscó erradicar de raíz a una autoridad corrupta, ladrona, que rompió con la armonía de la sociedad aymara“). – Die nach seinem Tod eingeleitete Prüfung durch den Obersten Rechnungshof (Contraloría General de la República del Perú) ergab, dass Cirilo Robles keinerlei Gelder unterschlagen hatte.